# Tarcza Związku 2006
Tarcza Związku – wspólne manewry sił wojskowych Białorusi i Rosji, przeprowadzone w ramach Organizacji Układu o Bezpieczeństwie Zbiorowym. Manewry rozpoczęły się 24 czerwca 2006 roku. Scenariuszem działań był atak ze strony Polski i Ukrainy. Alaksandar Łukaszenka stwierdził, że podejrzewa te państwa o intencje przeprowadzenia kolejnej kolorowej rewolucji, na Białorusi.
W manewrach uczestniczyło 7 tysięcy białoruskich i 1800 rosyjskich żołnierzy, dysponujących sprzętem w postaci 39 samolotów, 40 czołgów, 180 wozów opancerzonych oraz samolotami typu Berijew A-50 i Tu-160.